# マイケル・バリー
マイケル・バリー（Michael Barry、1975年12月18日 - ）は、カナダ、トロント出身の自転車競技（ロードレース）選手。
夫人は元自転車競技選手のデデ・バリーである。

## 来歴
プロ初年度となる1999年から一貫してドメスティークの役割を担う、バイプレーヤー的存在の選手である。下記に示す通り、グランツールなどで、チームタイムトライアル(TTT)における勝利が目立つ。
2002年、USポスタルサービス（後のディスカバリーチャンネル）に移籍。
- カタルーニャ一周において、第1ステージのTTT優勝に貢献。

2004年
- グランツール初出場となったブエルタ・ア・エスパーニャ第1ステージのTTTにおいて、区間優勝に貢献。

2005年
- ジロ・デ・イタリアでは、総合優勝を果たすことになるパオロ・サヴォルデッリのドメスティークに回り、自身は総合101位。
- オーストリア一周 ポイント賞

2006年
- チームタイムトライアル・アイントホーフェン 2位
- ブエルタ・ア・エスパーニャでは、ディスカバリーチャンネルのチーム優勝に貢献。

2007年、T-モバイル（現 HTC - ハイ・ロード）に移籍。
2008年
- 北京オリンピック・個人ロード 8位

2009年
- ツール・ド・ロマンディ 第3ステージのTTTで区間優勝に貢献。
- ジロ・デ・イタリア 第1ステージのTTTで区間優勝に貢献。
- ロードレース世界選手権・個人ロードレース 18位

2010年、チーム・スカイに移籍
- ツール・ド・フランス初出場（総合99位）

2011年
- ジロ・デ・イタリア総合54位

2012年
- 10月10日、過去にドーピングを行っていた事を認め、全米アンチドーピング機関(USADA)は6ヶ月の出場停止と2003年5月13日～2006年7月31日の成績の剥奪処分を下した[1]。